# Britt Saey
Britt Saey (12 augustus 2002) is een Belgisch korfbalster. Zij is speelster op het hoogste Belgische niveau en tevens speelster van het Belgisch korfbalteam.
Haar oudere zus Ellen is ook actief in het korfbal.

## Levensloop
Saey werd op vijfjarige leeftijd actief bij ASKC. In 2014 maakte ze de overstap naar Scaldis. In april 2020 werd bekend dat ze voortaan uitkomt voor Borgerhout/Groen-Wit. Met deze club won ze in 2022 de Beker van België.

## Nationaal Team
Saey werd in 2024 geselecteerd voor het Belgisch korfbalteam dat onder leiding stond van bondscoach Detlef Elewaut.
In het beachkorfbal behaalde ze met het Belgisch nationaal team brons op het wereldkampioenschap van 2022.

## Erelijst
- Beker van België kampioen, 2x (2022, 2023)